# Netane Muti
Netane Muti (27 marzo 1999) è un giocatore di football americano tongano che milita nel ruolo di offensive guard per i Detroit Lions della National Football League (NFL).

## Carriera

### Denver Broncos
Muti al college giocò a football alla Fresno State University dal 2016 al 2019. Fu scelto nel corso del sesto giro (181º assoluto) del Draft NFL 2020 dai Denver Broncos.

#### Stagione 2020
Muti giocò la sua prima partita da professionista come titolare nella gara della settimana 14, la vittoria 32-27 sui Carolina Panthers.
Nella sua stagione da rookie disputò complessivamente 4 partite, di cui una come titolare.

#### Stagione 2021
Nella sua seconda stagione da professionista Muti giocò 15 partite di cui 3 come titolare.

#### Stagione 2022
Muti non riuscì a rientrare nel roster attivo della squadra e il 30 agosto 2022 fu svincolato per poi firmare con la squadra di allenamento il giorno successivo.

### Las Vegas Raiders

#### Stagione 2022
Il 13 dicembre 2022 Muti lasciò la squadra di allenamento dei Broncos e firmò con i Las Vegas Raiders.

#### Stagione 2023
Il 9 marzo 2023 Muti rifirmò per i Raiders. Al termine della fase di preparazione alla nuova stagione, Muti non riuscì a rientrare nel roster attivo dei Raiders e il 29 agosto 2023 fu svincolato per poi essere aggiunto alla squadra di allenamento il giorno dopo. Concluse l'annata con due presenze.

### Detroit Lions
Il 6 febbraio 2024 firmó da riserva/contratto futuro per i Detroit Lions. A causa di un infortunio alla spalla subito in allenamento, il 1º agosto 2024 Muti fu inserito in lista riserve/infortuni.